# Combined gas and gas

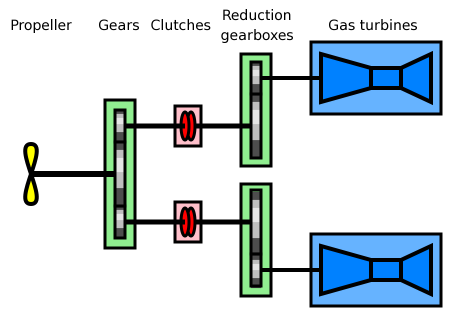
Principe d'un système de propulsion COGAG.

Combined gas turbine and gas turbine (COGAG) sont un type de système de propulsion pour les navires utilisant deux turbines à gaz reliées à un seul arbre d'hélice. Une boîte de vitesses et des embrayages permettent à l'une des turbines d'entraîner l'arbre ou les deux combinés.
L'utilisation d'une ou deux turbines à gaz présente l'avantage d'avoir deux réglages de puissance différents. Étant donné que le rendement énergétique d'une turbine à gaz est le meilleur près de son niveau de puissance maximale, une petite turbine à gaz fonctionnant à pleine puissance est plus efficace par rapport à une turbine deux fois plus puissante fonctionnant à mi-puissance, permettant un transit plus économique à des vitesses de croisière.
Par rapport au Combined diesel and gas (CODAG) ou Combined diesel or gas (CODOG), les systèmes COGAG ont une empreinte plus petite mais un rendement énergétique beaucoup plus faible à la vitesse de croisière et pour les systèmes CODAG, il est également un peu inférieur pour les vitesses de pointe.

## Liste des navires COGAG
- Classe Kolkata, destroyers à missiles guidés (Marine indienne)
- INS Vikrant, porte-avions (Marine indienne)
- Type 22, frégates, lot 3 (Royal Navy)
- Classe Invincible, porte-avions (Royal Navy)
- Cavour, porte-aéronefs (Marina Militare)
- Classe Asagiri (Force maritime d'autodéfense japonaise), et les classes de destroyers suivantes
- Classe Hyūga, destroyers porte-hélicoptères (Force maritime d'autodéfense japonaise)
- Classe Izumo, destroyers porte-hélicoptères (Force maritime d'autodéfense japonaise)
- Type 055, destroyers (Marine chinoise)
- Classe Neoustrachimy, frégates (Marine russe)
- Classe Sejong le Grand, destroyers (Marine de la république de Corée)
- Classe Skjold, corvettes lance-missiles (Marine royale norvégienne)
- Classe Arleigh Burke, destroyers (United States Navy)
- Classe Ticonderoga, croiseurs lance-missiles (United States Navy)
- Classe Wasp, Landing Helicopter Dock (United States Navy)